# Wacław Rzewuski

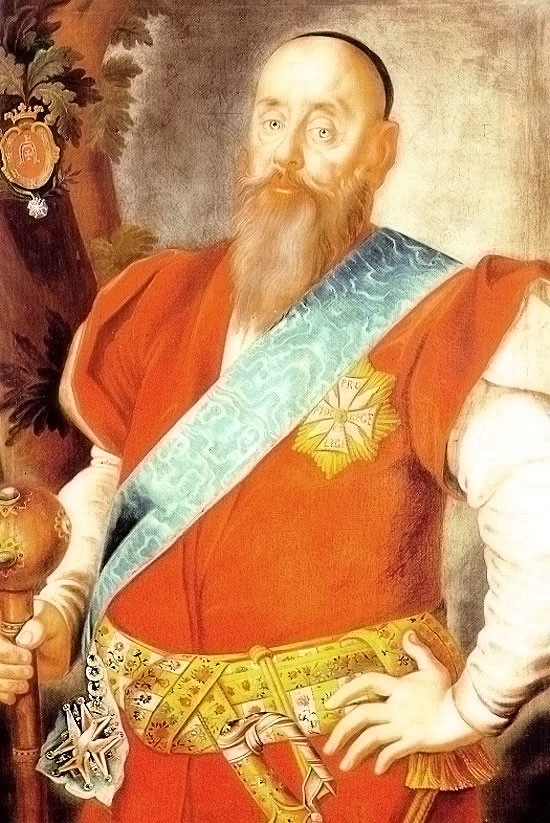
Porträt von Wacław Rzewuski

Wacław Piotr Rzewuski (* 29. Oktober 1706 in Rosdół; † 27. November 1779 in Siedliszcze) war ein polnischer Militärführer und Staatsmann.
Wacław Rzewuski war der Sohn von Stanisław Mateusz Rzewuski, einem Großhetman der polnischen Krone der Krone, und Ludwika Kunicka. Er war 14 Jahre lang Woiwode von Podolien, Sekretär der polnischen Krone, Großhetman der polnischen Krone sowie Starost von Chełm, Ulanow, Romanów, Dolina und Drohobycz. Zusammen mit Jan Klemens Branicki und anderen Magnaten war er Mitglied in der Konföderation von Radom. Daneben verfasste er zahlreiche Komödien und führte sie auf den Magnatenbühnen auf. Er wurde mit dem Orden des weißen Adlers ausgezeichnet.
Wacław Rzewuski war mit der Prinzessin Anna Lubomirska verheiratet und hatte mit ihr zehn Kinder: Teresa Karolina Rzewuska (1742–1787), Maria Ludwika Rzewuska, Stanisław Ferdynand Rzewuski (1737–1786), Józef Rzewuski (1739–1816), Seweryn Rzewuski (1743–1811), Michał (1750–1759), Antoni (1756), eine namentlich unbekannte Tochter (* 1741) und zwei namentlich unbekannte Söhne.